# 福德坑環保復育公園
25°00′37″N 121°35′18″E / 25.010154°N 121.588247°E
福德坑環保復育公園為位於台北市文山區福德坑的公園，是一座由垃圾掩埋場轉型的環保公園，總面積98公頃。原垃圾掩埋面積37公頃，掩埋物品容積為800萬立方公尺，當時為台北市第一座大型衛生掩埋場。

## 歷史
1980年起，台北市原本使用的垃圾場「葫洲里垃圾場」（內湖垃圾山）因產生之環境問題引起居民抗議，台北市政府決定新闢垃圾掩埋場，於1983年選定木柵區富德里（1990年調整後為文山區博嘉里）的土地為新的垃圾掩埋場地點。掩埋場於1984年7月開始動工 ，1985年8月29日啟用「福德坑垃圾衛生掩埋場」。
福德坑垃圾衛生掩埋場原定使用年限為1993年，但由於新的垃圾掩埋場尚未完成，故延後至1994年6月16日才停止使用，改由位於南港區的山豬窟垃圾衛生掩埋場取代，並於2004年改設為「福德坑環保復育公園」。
2011年4月，聯合國環境署的「國際百萬森林計劃」、「十億樹木行動」及「地球植林計劃（Plantons pour la planète / Plant-for-the-planet） 」植樹及護理日在福德坑環保復育公園舉行，中華民國總統馬英九及臺北市市長郝龍斌出席在福德坑的植樹及護理活動。
2017年1月10日，由台北市政府主導、大同公司建置的「臺北能源之丘」——福德坑環保復育公園太陽光電系統，舉行啟用典禮；大同公司每年必須提供售電收入10%給台北市政府，作為土地使用回饋金。臺北能源之丘佔地約三公頃，裝置容量為2MW，啟用當時為北臺灣最大的地面型太陽能發電廠。

## 設施
滑草場、自行車道、人行步道、太陽廣場(草坪)、遙控飛機場、西寒寺。

## 其他
在山豬窟取代福德坑的垃圾掩埋場功能前，台北市民會以某人住在「福德坑」，形容或嘲笑某人居家環境之髒亂。